# Yli-Kitka

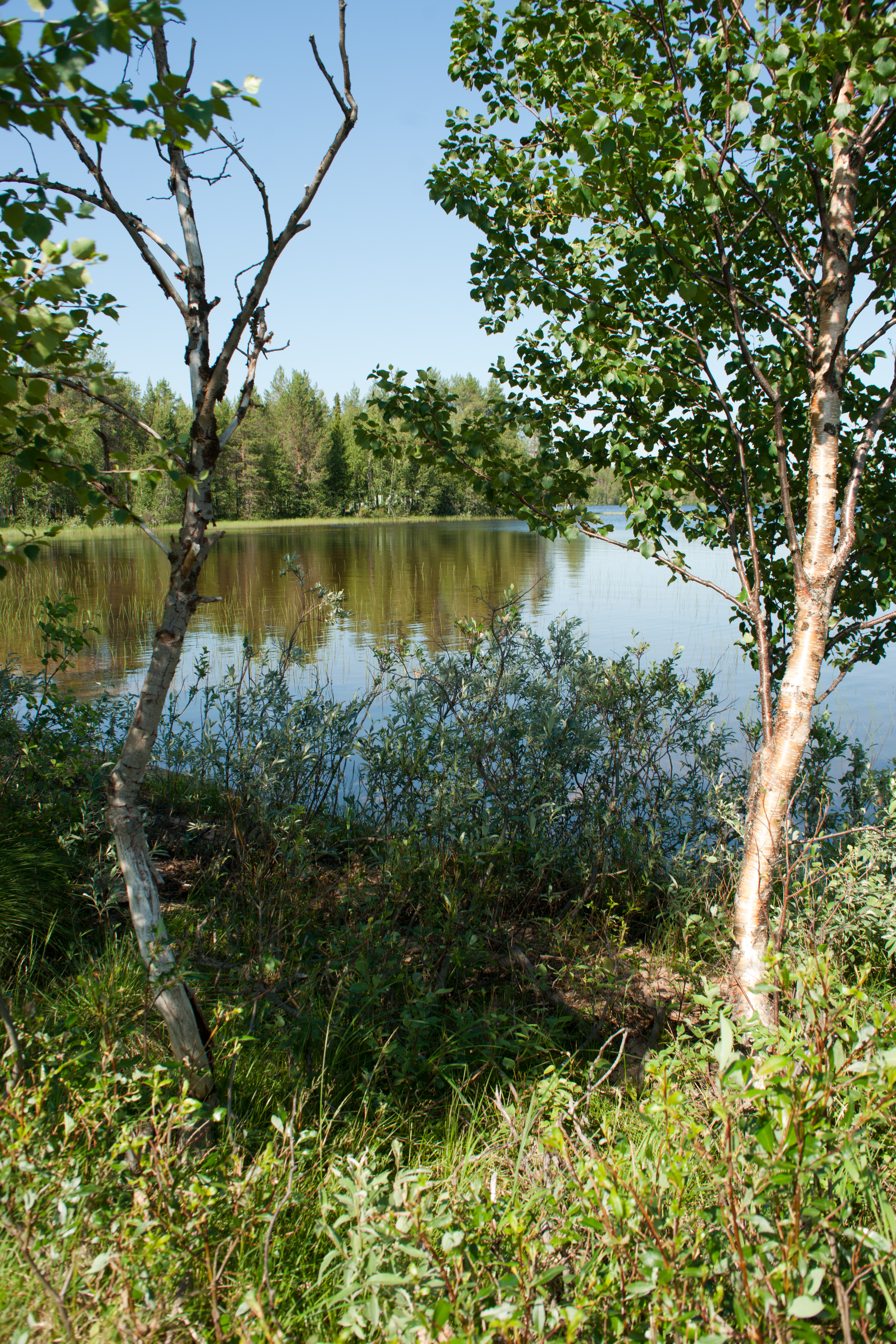
Yli-Kitka

Yli-Kitka är en sjö inom kommunen Posio i Lapplands län och staden Kuusamo i Uleåborgs län. Sjön kallas även för Koillismaan vesihelmi (Vattenpärlan i Koillismaa) och för den största källan i Europa. Sjön har en area på ca 237 km² och är Finlands största sjö som inte regleras . Höjden är ca 240 m ö.h., vilket innebär att den är den högst belägna storsjön i Finland . Medeldjupet i sjön är 7 m och det största djupet är på 34 m .
Tillflödesområdet har en area på ca 1 409 km² . Sjön avrinner genom sundet Kilkilösalmi till sjön Ala-Kitka och vidare genom älvarna Kitkanjoki och Oulankajoki till Vita havet.

## Vattenkvalitet
Kitkajärvi är en karg och naturenlig sjö med mycket klart vatten. Vattnet är mestadels av utmärkt kvalitet. Sjön lämpar sig därför för rekreation och fiske och kan användas som en råvattentäkt .

## Flora och fauna
Största delen av det nordvästra strandområdet vid Yli-Kitka hör till Natura 2000-området Kitka på 12 413 ha. Det finns gott om stränder med sand och småsten. Berggrunden vid Yli-Kitka består mestadels av skiffer varvat av kvartsit. Berggrunden består även av alkaliska bergarter och av dolomit. Den näringsrika berggrunden bjuder på goda växtplatser för ovanliga växter i Naturaområdet .

### Växter
Kärrviolen är inte en så vanlig växt i norra Finland men den påträffas vid Yli-Kitka. Strandprylen växer både vid stränderna och under vattenytan. Höstlånke och trådnate är speciella för sjön då dessa främst förekommer i bräckvatten. Andra växter som påträffas vid Yli-Kitka är smalviva, ärtstarr,  smal- och trådfräken samt späd- och tuvbräcka.

### Fåglar
Yli-Kitka är en betydande fågelsjö. Antalet arter är stort; bland dessa finns många sällsynta fågelarter. Fisktärna, salskrake och storlom är rätt så vanliga med 50-100 häckande par per art. 10-50 häckande grönbene-, 6-10 häckande stenfalkspar och 1-5 häckande smalnäbbade simsnäppepar hör till fågelfaunan. Smålommen är däremot rätt så sällsynt med 1 häckande par vid sjön. 1-5 häckande tjäderpar påträffas i skogarna vid sjön.